# MV Goya
MV Goya foi um cargueiro norueguês lançado ao mar em 4 de abril de 1940 e tomado pela Alemanha Nazista à época da ocupação da Noruega. O navio foi usado pelos alemães que fugiam do cerco do Exército Vermelho e acabou torpedeado por um submarino russo, vindo a afundar e matando cerca de sete mil pessoas.

## História
Em 16 de abril de 1945, zarpou da península de Hel, através do Báltico, em direção ao ocidente da Alemanha, transportando militares feridos da Wehrmacht e civis que fugiam do Exército Vermelho. Após ultrapassar a península o navio foi avistado pelo submarino russo L-3 comandado por Vladimir Konovalov. Às 23h52 o capitão soviético deu a ordem de disparo.
Sete minutos após ser atingido, o Goya começou a afundar. Embora o número exato de vítimas jamais venha a ser conhecido, estima-se que morreram entre 6 200 e 6 700 pessoas nas águas geladas do Báltico. Apenas 183 passageiros foram resgatados, neste que é mais um dos piores desastres marítimos, em número de vítimas, não só da Alemanha - durante a Segunda Guerra Mundial, como de todos os tempos.
Pelo afundamento, o capitão Konovalov recebeu a mais alta condecoração militar de seu país, a medalha de Herói da União Soviética.
Em 16 de abril de 2003 - cinquenta e oito anos do naufrágio - uma expedição internacional dirigida por Ulrich Restemeyer, localizou os destroços do navio no leito do Mar Báltico, a uma profundidade de setenta e seis metros.

## Serviço inicial
Goya foi originalmente construído como um cargueiro pelo estaleiro Akers Mekaniske Verksted em Oslo em 1940. O navio tinha 146 m (475,72 pés) de comprimento e 17,4 m (57,08 pés) de largura e uma velocidade máxima de 18 nós. Após a ocupação alemã da Noruega, o navio foi apreendido pela Alemanha e em 1942 reformado como um transporte auxiliar para os submarinos alemães. Em 1943 ela foi transformada em um navio-depósito, mas no ano seguinte foi transferida para Memel (a moderna Klaipėda), onde foi usada como navio-alvo para a prática de torpedos pelo 24º Flotilla de U-boat.
Em 1945, durante a Operação Hannibal, Goya foi usado como um navio de evacuação que transportava pessoas do leste e sul do Báltico. Seu comandante era o capitão Plünnecke. Goya foi marcado como um navio-hospital que carregava mais de 1 000 leitos de hospital para soldados gravemente feridos.

## Vítimas
Goya, um cargueiro sem os recursos de segurança de um navio de passageiros, afundou a uma profundidade de aproximadamente 76 metros (249 pés). Quando o navio afundou em menos de quatro minutos, a maioria dos passageiros afundou com ele ou morreu de hipotermia nas águas geladas do Mar Báltico.
O número exato de mortos é difícil de estimar. Os autores citam o número total de passageiros como "mais de 6 000, 6 700, ou 7 200", embora o número exato possa nunca ser conhecido, já que os militares e civis evacuados embarcaram nos navios em circunstâncias caóticas e frequentemente ocupavam todo o espaço disponível em navios que deixavam os enclaves alemães na Prússia Oriental e ocupavam a Polônia. Em qualquer caso, o número de mortos ultrapassou 6 000 e provavelmente chegou a 7 000, tornando o naufrágio um dos piores desastres marítimos em número de vítimas, superado apenas por Wilhelm Gustloff .
O número exato de sobreviventes também é uma questão controversa. A maioria calcula que cerca de 182 pessoas salvas (176 soldados e 4 civis), das quais 9 morreram pouco depois. No entanto, outras figuras também são usadas, principalmente 172 e 183.